# Вейонис, Раймондс
Ра́ймондс Ве́йонис (латыш. Raimonds Vējonis; род. 15 июня 1966, Никоново, Псковская область) — латвийский политический деятель, президент Латвии в 2015—2019 годах.

## Биография

### Происхождение и образование
Раймондс Вейонис родился 15 июня 1966 года в деревне Никоново (Палкинский сельсовет тогда Псковского, ныне Палкинского района Псковской области РСФСР), в семье латыша и русской. Отец в тот момент проходил военную службу в рядах Советской армии, а беременная мать приехала его навестить и неожиданно родила младенца. Затем семья жила в поселке Саркани Мадонского района, откуда Раймондс ездил в среднюю школу № 1 города Мадоны. Каждый день он шёл пешком несколько километров через лес и мимо кладбища на автобус, чтобы доехать до городской школы, и уже став президентом, рассказал, как однажды на опушке леса увидел сверкающие глаза волков.
В школьные годы Раймонд заинтересовался биологией, чему способствовала экспедиция на болото Тейчи для наблюдения за совами под руководством фотографа Андриса Эглитиса. Укрепила интерес к защите окружающей среды судьба деда, который работал в колхозе «Stars» трактористом. Из-за химикатов, используемых для опрыскивания полей, дед потерял зрение, ещё не достигнув пенсионного возраста.
В 1984 году Вейонис поступил и в 1989 году окончил факультет биологии Латвийского государственного университета, получив специальность школьного учителя. Ещё в студенческие годы он начал работать в своей школе № 1 города Мадоны, однако, получив диплом, продержался в учительской профессии недолго. «4 февраля 1989 года сел на утренний поезд Пыталово — Рига, а вернулся уже заместителем главы Комитета окружающей среды Мадоны, с заданием создать систему защиты окружающей среды. Всё пришлось начинать с нуля, в том числе ремонт помещений. Пришлось открыть в себе талант дизайнера», — рассказывал Вейонис.

### Политическая и военная деятельность
В 1990 году Р. Вейонис вступил в «Партию зелёных», ставшую затем частью Союза «зелёных» и крестьян.
Политическую карьеру начал в городе Мадона, где был депутатом городской думы.
Многие годы являлся министром окружающей среды и некоторое время также министром регионального развития. С января 2014 года стал министром обороны Латвии. Был депутатом 9-го и 10-го Сейма Латвии.

### Президент
3 июня 2015 года, при голосовании в Сейме, был избран президентом Латвийской Республики. С пятой попытки за него проголосовало 55 депутатов из 99. После избрания глава государства заявил, что «намерен быть президентом всего латвийского общества, а потому готов общаться с журналистами на том языке, на котором к нему обращаются, если он этот язык знает».

## Награды
- Орден Трёх звёзд I степени с цепью.
- Орден Трёх звёзд II степени (2015)[7].
- Орден князя Ярослава Мудрого I степени (22 ноября 2018, Украина) — за весомый личный вклад в укрепление украинско-латвийских межгосударственных отношений[8].
- Большой крест с цепью ордена «За заслуги перед Итальянской Республикой» (2018, Италия)[9].
- Орден Креста земли Марии на цепи (2019, Эстония)[10].
- Медаль Балтийской ассамблеи (28 ноября 2013)[11].

## Личная жизнь
Женат, имеет двух детей.
Родной язык — латышский. Кроме того, на хорошем уровне знает английский и русский языки. Увлекается волейболом, баскетболом, дайвингом.
По религиозным взглядам называет себя язычником.